# Uini Atonio
Uini Atonio (* 26. März 1990 in Timaru, Neuseeland) ist ein französischer Rugby-Union-Spieler neuseeländischer Herkunft. Er spielt auf der Position des Pfeilers für den Verein Stade Rochelais und die französische Nationalmannschaft. Zu seinen Erfolgen gehören zwei Europapokalsiege mit Stade Rochelais sowie ein Turniersieg mit Frankreich bei den Six Nations (mit einem Grand Slam).

## Biografie

### Vereinskarriere
Atonio ist der jüngere von zwei Söhnen von Einwanderern aus Samoa. Als Fünfjähriger begann er in Timaru beim lokalen Verein Harlequins RFC Rugby zu spielen. Später zog er mit seiner Familie nach Auckland und besuchte das Wesley College in Pukekohe. Während dieser Zeit gehörte er auch der Schultheatergruppe an und trat am liebsten in Shakespeare-Stücken auf. Im Alter von 16 Jahren fand er Aufnahme im Auswahlteam der Counties Manukau Rugby Union. 2010 nahm die Mannschaft an einem Turnier in Hongkong teil. Dort wurde Patrice Collazo, der Trainer des damaligen Zweitligavereins Stade Rochelais, auf Atonio aufmerksam und fragte ihn, ob er Interesse habe, in Frankreich zu spielen. Er sagte zu, da er in Neuseeland keine Perspektive sah (die dortigen Trainer hielten ihn allgemein für zu schwer und zu langsam). Bis zu seiner Übersiedlung nach La Rochelle hielt er sich mit Theaterauftritten finanziell über Wasser.
Kurz nach seiner Ankunft bestritt Atonio in der Saison 2011/12 der Pro D2 sein erstes Spiel für seinen neuen Verein. Am Ende der Saison 2013/14 gelang der Aufstieg in die Top 14 mit einem 31:22-Finalsieg über die SU Agen. Stade Rochelais näherte sich immer mehr der Spitze an, weshalb er seinen Vertrag mehrmals verlängerte. Am Ende der Hauptrunde der Saison 2016/17 belegte sein Verein den ersten Platz, unterlag dann aber im Halbfinale der K.-o.-Phase dem RC Toulon. Im September 2017 geriet Atonio bei einem Nachtclubbesuch in eine Schlägerei und fügte einem Besucher einen Kieferbruch zu, weshalb er im November 2018 zu sechs Monaten Gefängnis auf Bewährung verurteilt wurde. Sein Verein hielt trotz dieses Vorfalls weiterhin an ihm fest und erreichte das Finale des European Rugby Challenge Cup 2018/19, das gegen die ASM Clermont Auvergne verloren ging.
In der Saison 2020/21 etablierte sich Atonios Verein endgültig an der Spitze. Mit ihm erreichte er das Finale des European Rugby Champions Cup 2020/21, unterlag aber Stade Toulousain. Einen Monat später stand er auch im Finale der Meisterschaft, doch gegen den gleichen Gegner resultierte eine weitere Niederlage. In der darauffolgenden Saison gewann er das Finale des European Rugby Champions Cup 2021/22 gegen Leinster Rugby; sowohl für ihn als auch für seinen Verein war dies der erste Titelgewinn überhaupt. Verschiedene Medien wählten Atonio aufgrund seiner herausragenden Leistungen in der Meisterschaft ins All-Star-Team. Ein Jahr später ging zwar das Meisterschaftsfinale der Saison 2022/23 gegen Stade Toulousain verloren, hingegen gewann Stade Rochelais das Finale des European Rugby Champions Cup 2022/23 gegen Leinster Rugby. In beiden Spielen gehörte Atonio der Startformation an.

### Nationalmannschaft
2009 gehörte Atonio zu den letzten vier Spielern, die aus dem neuseeländischen Kader für die Juniorenweltmeisterschaft gestrichen worden waren. Er schloss sich daraufhin der U20-Nationalmannschaft Samoas an und bestritt für diese fünf Spiele. Nachdem Atonio drei Jahre lang ununterbrochen in Frankreich gelebt hatte, war er aufgrund der Wohnsitzregelung von World Rugby für die französische Nationalmannschaft startberechtigt (2017 erhielt er dann die französische Staatsbürgerschaft). Sein erstes Test Match bestritt er am 8. November 2014, als er beim 40:15-Heimsieg über Fidschi kurz nach Beginn der zweiten Halbzeit eingewechselt wurde. Anschließend gehörte er dem Kader für das Six Nations 2015 an. Er nahm auch an der Weltmeisterschaft 2015, kam an dieser aber nur im Gruppenspiel gegen Rumänien zum Einsatz. 2016 und 2017 bestritt er beim Six Nations jeweils alle Spiele. Hingegen fand er 2018 keine Berücksichtigung und 2019 hatte er nur einen Einsatz. Wegen einer Verletzung der Halswirbelsäule, die er sich im September 2019 zuzug, fiel er mehrere Monate aus und verpasste dadurch sowohl die Weltmeisterschaft 2019 als auch die Six Nations 2020.
Nachdem er beim Six Nations 2021 drei Einsätze gehabt hatte, spielte Atonio beim Six Nations 2022 in allen fünf Partien und trug mitentscheidend zum Turniergewinn und zum Grand Slam der Franzosen bei. Beim Six Nations 2023 bestritt er gegen Wales sein 50. Länderspiel für Frankreich und erzielte beim 41:28-Sieg auch seinen ersten Versuch auf internationaler Ebene.

## Erfolge
Stade Rochelais:
- Meisterschaftsfinalist: 2022, 2023
- Sieger European Rugby Champions Cup: 2022, 2023
- Finalist European Rugby Champions Cup: 2021
- Finalist European Rugby Challenge Cup: 2019

Frankreich:
- Sieger Six Nations: 2022
- Grand Slam: 2022